# Johann Franz Christoph Steinmetz
Johann Franz Christoph Steinmetz (* 21. Januar 1730 in Landau; † 14. Dezember 1791 in Arolsen) war ein deutscher evangelischer Theologe.

## Leben
Steinmetz, der Sohn eines Predigers, hatte die Schule seines Geburtsortes besucht und wurde im Alter von zehn Jahren nach Halle gesandt, um sich in dem dortigen Waisenhaus weiter zu bilden. Die Einförmigkeit und der Zwang in jener Lehranstalt war gleichwohl für ihn so drückend, dass er mit jugendlicher Lebhaftigkeit einst den Entschluss fasste und ausführte, sich der Lehranstalt durch Flucht zu entziehen. Man fand ihn aber wieder auf und brachte ihn zurück.
Mit 16 Jahren begann er an der Universität Halle ein Studium der Theologie. Den größten Teil seiner wissenschaftlichen Bildung verdankte er Siegmund Jakob Baumgarten. Durch ihn gewöhnte er sich an ein geregeltes Denken und an Präzision im Ausdruck, ohne ängstlich an der, jenem systematischen Theologen eigentümlichen Methode zu haften, alles demonstrieren und unterscheiden zu wollen. Durch Baumgarten gelangte er zu einer kritischen Behandlung der Theologie und war durch diesen zu eigenem Forschen angeregt.
Nach Beendigung seiner akademischen Laufbahn nötigten ihn seine beschränkten Vermögensumstände, 1750 die Stelle eines Stadtlehrers in Arolsen anzunehmen. Sechzig bis siebzig Kinder unterrichtete er täglich fünf Stunden und musste außerdem noch eine gleiche Zeit zum Privatunterricht verwenden. Wichtig für seine ferneren Lebensschicksale waren die 1755 und 1761 unternommenen Reisen, um in Frankfurt am Main, Mainz, Köln, Düsseldorf und anderen Orten Spenden einzusammeln, zur Erbauung der evangelischen Stadtkirche in Arolsen, deren Bauzeit wegen des anhaltenden Geldmangels und der kriegsbedingten Unterbrechungen von 1735 bis 1787 dauerte.
Die auf dieser Reise gemachten Bekanntschaften verschafften ihm 1755 die Stelle eines Feldpredigers bei dem ersten Waldeckischen Regiment in Holland, dessen Liebe und Hochachtung er sich durch seine Bildung und seinen moralischen Lebenswandel erwarb. Sechs Jahre lebte er in diesen Verhältnissen und machte sich während jener Zeit mit der französischen Literatur vertraut. 1763 wurde Steinmetz Prediger in Helsen, wobei er zugleich das Amt eines Hofpredigers in Arolsen verwalten musste.
Er war dadurch mit der fürstlichen Familie bekannt geworden, welche ihn 1763 zum wirklichen Hofprediger in Arolsen und 1768 zum Konsistorialrat ernannte. Mit Henriette Waldeck (1750–1823) bekam er die Tochter Christiane (1773–1843). Nachdem er einige lukrative Angebote ausgeschlagen hatte, wurde er 1780 zum Superintendenten und 1790 zum Generalsuperintendenten von Waldeck-Pyrmont ernannt. Im höheren Alter wurde ihm die Abnahme seiner Kräfte fühlbar. Seit dem 62. Lebensjahr litt er häufig an Schwindel und heftigem Kopfschmerz. Ein Herzinfarkt setzte seinem Leben ein Ende.

## Wirken
Steinmetz hatte sich früh durch ein gründliches Studium der älteren Sprachen gebildet, die er als Theologe nicht entbehren zu können glaubte. Geschichte, Geographie und französische Literatur waren die Fächer, denen er seine Mußestunden widmete, ohne darüber sein Hauptfach, die Theologie und besonders die Homiletik, aus den Augen zu verlieren. Die als geistlichen Ephorus ihm obliegende Prüfung der Kandidaten des Predigtamts hatte ihn genötigt, in der gelehrten Theologie mit seinem Zeitalter Schritt zu halten. Er pflichtete nicht allen neueren religiösen Ansichten unbedingt bei, war aber auch nicht in der Orthodoxie des Alten verhaftet. Bevor er neuen Ansichten entgegentrat, musste er sich von ihrer Richtigkeit durch eigenes Nachdenken überzeugt haben.
Toleranz gegen Andersdenkende war sein Leitschema, welches ihn vor jeder Fehlentwicklung mit den reformirten und katholischen Gemeinden in Arolsen bewahrte. Rhetorisch bewandert, haftete er nicht an trockener Dogmatik und aufgeblähter Mystik. Die Schriften von John Tillotson (1630–1690) und Jaques Saurin (1677–1730) boten ihm die Basis seiner Kanzelreden, die zudem durch ein gründliches Studium der Philosophie durch weitere Materialien ergänzt werden konnten. Nur einen kleinen Teil seiner Kanzelvorträge enthält indes die Sammlung, welche er 1771 drucken ließ. Logische Anordnung, Energie der Sprache und treffende Bilder und Gleichnisse sind jenen Predigten anzusehen. Ihn belebte ein reger Eifer, zur geistigen und moralischen Verbesserung der Menschen zu wirken.
Seine wechselvollen Lebensverhältnisse hatten ihn nachsichtig gemacht in der Beurteilung der Menschen und ihrer Fehler und Schwächen. Aber dieses gelinde Urteil artete nie in Nachgiebigkeit gegen anerkanntes Unrecht aus. Ohne Menschenfurcht trat er schädlichen Vorurteilen seiner Zeit entgegen. Seinen Einfluss nutzte er zur Unterstützung von Armen und Notleidenden, da er aus eigenen Mitteln in dieser Hinsicht wenig tun konnte. Große Verdienste erwarb sich Steinmetz als Lehrer seiner Gemeinde und als Vorsteher der Geistlichkeit. Zur Verbesserung des Gottesdienstes, zur Abschaffung mancher nutzlosen oder nachteiligen Gebräuche traf er zweckmäßige Vorkehrungen. Außer der üblichen sonntäglichen Katechismuslehre hielt er noch in der Woche eine biblische Katechetik, in welcher er Kindern die wichtigsten Stellen des Neuen Testaments erklärte. Aufgrund seiner Bemühungen gelang es, auf einer im Waldeckischen gehaltenen Synode die Konkordienformel abzuschaffen, die bisher dort zu den symbolischen Büchern gerechnet worden ist und auf welche die Geistlichen verpflichtet werden mussten.
Ebenso bewirkte er, dass ein bloßer Handschlag die Stelle des gewöhnlichen Eides auf die symbolischen Bücher der lutherischen Kirche ersetzte. Die größten Verdienste erwarb er sich um die Verbesserung der Liturgie, um der zunehmenden Gleichgültigkeit gegen öffentliche Andachtsübungen Einhalt zu gebieten. Nachdem er auf der Synode zu Korbach eine lateinische Rede über die Notwendigkeit einer verbesserten Liturgie gehalten hatte, änderte er, mit Erlaubnis des Konsistoriums, die Zeremonie bei der Ordination der Prediger. Er versuchte es erbaulicher zu machen und dem Geist des Zeitalters mehr anzupassen. Mit glücklichem Erfolge unterzog er sich der Herausgabe eines neuen Gesangbuches, welches 1790 im Druck erschien und außer mehreren zweckmäßig abgeänderten Liedern auch einige enthielt, die er selbst gedichtet hatte.

## Werke
- Predigt über den Todesfall des Fürsten Carl von Waldeck, nebst einer Nachricht von dessen letzten Stunden. Mengeringhausen 1763 (auch gedruckt in der Schrift: Merkwürdiges Sterbebette dreiher hohen Generale, Theils fürstl. Personen. Halle 1765).
- Sammlung einiger Predigten. Mengeringhausen 1771.
- Die Bekehrung einer jüdischen Familie zu Christo; nebst einem Anhange. Mengeringhausen 1772.
- Das Gebet David’s Ps. 51, 12–14, in einer Predigt erläutert. Mengeringhausen 1777.
- Was wir zu thun, und sofolglich auch zu bedenken haben, damit wir die Jugend nicht ärgern und verschlimmern; eine Predigt über Matth. 18, 1–11. Mengeringhausen 1781.
- Predigt über Ps. 26, 8.; bei der Einweihung der Stadtkirche zu Arolsen gehalten. Mengeringhausen 1787.
- Neues Waldeckisches Gesangbuch für den öffentlichen und häuslichen Gottesdienst. Mengeringhausen 1790.